# María Espinoza
María del Rosario Espinoza (Sinaloa, 27 de novembro de 1987) é uma taekwondista mexicana, campeã olímpica, mundial e pan-americana. É uma de duas mexicanas campeãs olímpicas, ao lado da halterofilista Soraya Jiménez.

## Carreira
Começou a praticar taekwondo com cinco anos, e sua primeira competição internacional foram o Pan-Americano Júnior de 2003 no Rio de Janeiro. María Espinoza competiu em três edições dos Jogos Olímpicos de Verão, conquistando a medalha de ouro, em Pequim 2008, bronze em Londres 2012 e prata no Rio 2016, se tornando a primeira mexicana a ganhar medalhas em três edições. 
Foi uma das grandes rivais de categoria a brasileira Natália Falavigna.